# Credit One Charleston Open 2022 - Qualificazioni singolare
Le qualificazioni del singolare del Credit One Charleston Open 2022 sono un torneo di tennis preliminare per accedere alla fase finale della manifestazione. Le vincitrici dell'ultimo turno sono entrate di diritto nel tabellone principale. In caso di ritiro di una o più giocatrici aventi diritto a queste sono subentrate le lucky loser, ossia le giocatrici che hanno perso nell'ultimo turno ma che avevano una classifica più alta rispetto alle altre partecipanti che avevano comunque perso nel turno finale.

## Teste di serie
1. Heather Watson (ultimo turno, lucky loser)
2. Christina McHale (primo turno)
3. Coco Vandeweghe (ultimo turno, lucky loser)
4. Robin Anderson (qualificata)
5. Caroline Dolehide (primo turno)
6. Grace Min (ultimo turno)
7. Jamie Loeb (ultimo turno)
8. Francesca Di Lorenzo (qualificata)

1. Marcela Zacarías (primo turno)
2. Sachia Vickery (qualificata)
3. Gabriela Lee (qualificata)
4. Whitney Osuigwe (primo turno)
5. Allie Kiick (qualificata)
6. Catherine Harrison (ultimo turno)
7. Ulrikke Eikeri (qualificata)
8. Carol Zhao (ultimo turno)

## Qualificate
1. Ulrikke Eikeri
2. Nadežda Kičenok
3. Gabriela Lee
4. Robin Anderson

1. Sophie Chang
2. Sachia Vickery
3. Allie Kiick
4. Francesca Di Lorenzo

## Lucky loser
1. Heather Watson

1. Coco Vandeweghe

## Tabellone

### Legenda
| - Q = Qualificato - WC = Wild card - LL = Lucky loser | - ALT = Alternate - SE = Special Exempt - PR = Protected Ranking | - w/o = Walkover - r = Ritirato - d = Squalificato |

### Sezione 1
|  | Primo turno | Primo turno        | Primo turno        | Primo turno | Primo turno |  |  | Ultimo turno | Ultimo turno   | Ultimo turno   | Ultimo turno | Ultimo turno |  |
|  |             |                    |                    |             |             |  |  |              |                |                |              |              |  |
|  | 1           | Heather Watson     | Heather Watson     | 6           | 6           |  |  |              |                |                |              |              |  |
|  | Alt         | Elizabeth Halbauer | Elizabeth Halbauer | 3           | 1           |  |  | 1            | Heather Watson | Heather Watson | 4            | 4            |  |
|  | Alt         | Demi Schuurs       | Demi Schuurs       | 1           | 0           |  |  | 15           | Ulrikke Eikeri | Ulrikke Eikeri | 6            | 6            |  |
|  | 15          | Ulrikke Eikeri     | Ulrikke Eikeri     | 6           | 6           |  |  |              |                |                |              |              |  |

### Sezione 2
|  | Primo turno | Primo turno        | Primo turno        | Primo turno | Primo turno |  |  | Ultimo turno | Ultimo turno       | Ultimo turno       | Ultimo turno | Ultimo turno |  |
|  |             |                    |                    |             |             |  |  |              |                    |                    |              |              |  |
|  | 2           | Christina McHale   | 3                  | 6           | 4           |  |  |              |                    |                    |              |              |  |
|  | Alt         | Nadežda Kičenok    | 6                  | 4           | 6           |  |  | Alt          | Nadežda Kičenok    | Nadežda Kičenok    | 6            | 6            |  |
|  | WC          | Bianca Fernandez   | Bianca Fernandez   | 3           | 1           |  |  | 14           | Catherine Harrison | Catherine Harrison | 1            | 0            |  |
|  | 14          | Catherine Harrison | Catherine Harrison | 6           | 6           |  |  |              |                    |                    |              |              |  |

### Sezione 3
|  | Primo turno | Primo turno     | Primo turno     | Primo turno | Primo turno |  |  | Ultimo turno | Ultimo turno    | Ultimo turno    | Ultimo turno | Ultimo turno |  |
|  |             |                 |                 |             |             |  |  |              |                 |                 |              |              |  |
|  | 3           | Coco Vandeweghe | Coco Vandeweghe | 7           | 6           |  |  |              |                 |                 |              |              |  |
|  | WC          | Jessie Aney     | Jessie Aney     | 5           | 0           |  |  | 3            | Coco Vandeweghe | Coco Vandeweghe | 3            | 2            |  |
|  |             | Ellie Douglas   | Ellie Douglas   | 65          | 4           |  |  | 11           | Gabriela Lee    | Gabriela Lee    | 6            | 6            |  |
|  | 11          | Gabriela Lee    | Gabriela Lee    | 7           | 6           |  |  |              |                 |                 |              |              |  |

### Sezione 4
|  | Primo turno | Primo turno    | Primo turno    | Primo turno | Primo turno |  |  | Ultimo turno | Ultimo turno   | Ultimo turno   | Ultimo turno | Ultimo turno |  |
|  |             |                |                |             |             |  |  |              |                |                |              |              |  |
|  | 4           | Robin Anderson | 2              | 6           | 6           |  |  |              |                |                |              |              |  |
|  |             | Elvina Kalieva | 6              | 1           | 4           |  |  | 4            | Robin Anderson | Robin Anderson | 6            | 6            |  |
|  | Alt         | Chan Hao-ching | Chan Hao-ching | 63          | 62          |  |  | 16           | Carol Zhao     | Carol Zhao     | 3            | 1            |  |
|  | 16          | Carol Zhao     | Carol Zhao     | 7           | 7           |  |  |              |                |                |              |              |  |

### Sezione 5
|  | Primo turno | Primo turno       | Primo turno     | Primo turno | Primo turno |  |  | Ultimo turno | Ultimo turno   | Ultimo turno   | Ultimo turno | Ultimo turno |  |
|  |             |                   |                 |             |             |  |  |              |                |                |              |              |  |
|  | 5           | Caroline Dolehide | 3               | 6           | 3           |  |  |              |                |                |              |              |  |
|  |             | Louisa Chirico    | 6               | 3           | 6           |  |  |              | Louisa Chirico | Louisa Chirico | 6            | 2            |  |
|  |             | Sophie Chang      | Sophie Chang    | 7           | 6           |  |  |              | Sophie Chang   | Sophie Chang   | 7            | 6            |  |
|  | 12          | Whitney Osuigwe   | Whitney Osuigwe | 5           | 3           |  |  |              |                |                |              |              |  |

### Sezione 6
|  | Primo turno | Primo turno    | Primo turno    | Primo turno | Primo turno |  |  | Ultimo turno | Ultimo turno   | Ultimo turno   | Ultimo turno | Ultimo turno |  |
|  |             |                |                |             |             |  |  |              |                |                |              |              |  |
|  | 6           | Grace Min      | Grace Min      | 6           | 6           |  |  |              |                |                |              |              |  |
|  |             | Sofia Šapatava | Sofia Šapatava | 2           | 1           |  |  | 6            | Grace Min      | Grace Min      | 3            | 1            |  |
|  | WC          | Katarina Jokić | Katarina Jokić | 3           | 1           |  |  | 10           | Sachia Vickery | Sachia Vickery | 6            | 6            |  |
|  | 10          | Sachia Vickery | Sachia Vickery | 6           | 6           |  |  |              |                |                |              |              |  |

### Sezione 7
|  | Primo turno | Primo turno      | Primo turno  | Primo turno | Primo turno |  |  | Ultimo turno | Ultimo turno | Ultimo turno | Ultimo turno | Ultimo turno |  |
|  |             |                  |              |             |             |  |  |              |              |              |              |              |  |
|  | 7           | Jamie Loeb       | Jamie Loeb   | 6           | 6           |  |  |              |              |              |              |              |  |
|  | WC          | Alexa Graham     | Alexa Graham | 3           | 4           |  |  | 7            | Jamie Loeb   | Jamie Loeb   | 4            | 1            |  |
|  | Alt         | Desirae Krawczyk | 6            | 5           | 3           |  |  | 13           | Allie Kiick  | Allie Kiick  | 6            | 6            |  |
|  | 13          | Allie Kiick      | 2            | 7           | 6           |  |  |              |              |              |              |              |  |

### Sezione 8
|  | Primo turno | Primo turno          | Primo turno          | Primo turno | Primo turno |  |  | Ultimo turno | Ultimo turno         | Ultimo turno | Ultimo turno | Ultimo turno |  |
|  |             |                      |                      |             |             |  |  |              |                      |              |              |              |  |
|  | 8           | Francesca Di Lorenzo | Francesca Di Lorenzo | 6           | 6           |  |  |              |                      |              |              |              |  |
|  | Alt         | Tereza Mihalíková    | Tereza Mihalíková    | 2           | 0           |  |  | 8            | Francesca Di Lorenzo | 63           | 6            | 6            |  |
|  | Alt         | Ljudmyla Kičenok     | 64                   | 7           | 6           |  |  | Alt          | Ljudmyla Kičenok     | 7            | 4            | 4            |  |
|  | 9           | Marcela Zacarías     | 7                    | 63          | 2           |  |  |              |                      |              |              |              |  |